# 草軽電気鉄道モハ100形電車
草軽電気鉄道モハ100形電車（くさかるでんきてつどうモハ100がたでんしゃ）は、かつて長野県の新軽井沢駅と群馬県の草津温泉駅を結んでいた鉄道路線（軽便鉄道）の草軽電気鉄道で使用されていた電車。廃車後は全車とも新潟県の栃尾鉄道（→栃尾電鉄→越後交通栃尾線）へ譲渡された。

## 概要・運用
現在はバス事業を展開している草軽交通は、元々草軽軽便鉄道と言う鉄道事業者として創設された歴史を有する。1914年に最初の路線が開通した後、1924年に電化により社名を草軽電気鉄道と改め、1926年に全長55.5 kmの路線が全通した。開通以来、同線では蒸気機関車や電気機関車（デキ12形）が牽引する客車列車が主力として使用されていたが、第二次世界大戦下の利用客増加に対応するため、新たに電車を導入することとなった。これがモハ100形である。
全長10 m級の半鋼製車体を有するボギー車で、車内の座席はロングシート、各台車に1基設置されていた主電動機の出力は26.11 kwであった。制動装置には、草軽電気鉄道に在籍していた車両で唯一となるウェスチングハウスタイプの空気ブレーキが搭載されていた。
1941年に3両（101 - 103）、1944年に2両（104・105）が日本鉄道自動車（現：東洋工機）で製造され、戦時中から終戦直後にかけて多数の需要を抱えた草軽電気鉄道の区間運転で使用された。だが、電気機関車牽引の客車列車と比べて重心が不安定という欠点を抱えていた事や車両自体が草軽電鉄の線路状態に適さなかった事から、1947年6月には早くも1両（105）が次項で述べる栃尾鉄道へ譲渡された。その後も1950年12月に2両（103・104）が同様に栃尾鉄道へ譲渡され、残された2両（101・102）についても1960年の新軽井沢駅 - 上州三原駅間の部分廃止の直前に栃尾鉄道改め栃尾電鉄へ譲渡された事で、結果的に5両全てが栃尾電鉄で再起する形となった。

## 譲渡後
新潟県栃尾市に草軽電気鉄道と同様の軌間762 mmの路線を有していた栃尾鉄道（→栃尾電鉄→越後交通栃尾線）へ譲渡されて以降、元モハ100形は下記のように全車両とも多様な改造や運用が行われる事となった。以下、栃尾線時代の車両番号を基準に、車両ごとの譲渡後の経緯を解説する。

### モハ200（←草軽モハ105）
栃尾鉄道の電化に合わせて導入された最初の電車は、草軽電気鉄道から譲渡された105であった。前述の通り1947年6月に譲渡された後、営業運転開始に備えての乗務員の習熟運転や試運転に用いられた。当初は草軽電気鉄道時代の機器をそのまま用いていたが、1950年に主電動機を日立製作所製のHS102FR（出力42 kw）に交換した事で車両出力が増加した。更に1959年には駆動装置がそれまでの吊り掛け駆動方式から神鋼電機が展開していた垂直カルダン駆動方式に対応したTBY-25A（55.95 kw）に変更されたが、車体については長らく原形が保たれ続けていた。
電化当初は主力車両として使用されていたが、大型車両の増備が続く中で運用は減り、1969年時点ではラッシュ時のみ使用される状態となっていた。その後、総括制御編成が投入されるとモハ200は付随車に改造され、1972年以降サハ306として越後交通栃尾線が全廃された1975年3月31日まで使用された。ただし改造後も室内灯の電源確保のためパンタグラフは搭載したままだった。
廃止後は新潟県長岡市の観音山会館に保存されたがその後解体処分されており、2021年現在は現存しない。
- 車両番号の変遷 - 草軽モハ105 → モハ200 →サハ306

| 主要諸元 | 主要諸元 | 主要諸元 | 主要諸元 | 主要諸元 | 主要諸元 | 主要諸元 | 主要諸元 | 主要諸元 | 主要諸元         |
| 車両番号 | 全長     | 全幅     | 全高     | 重量     | 定員     | 定員     | 出力     | 出力     | 備考・参考       |
| 車両番号 | 全長     | 全幅     | 全高     | 重量     | 着席     | 合計     | 主電動機 | 車両     | 備考・参考       |
| -------- | -------- | -------- | -------- | -------- | -------- | -------- | -------- | -------- | ---------------- |
| モハ200  | 10,420mm | 2,134mm  | 3,810mm  | 11.3t    | 32人     | 54人     | 55.95kw  | 111.9kw  | 諸元は1969年時点 |
| サハ306  | 10,420mm | 2,134mm  | 3,338mm  | 9.0t     | 32人     | 70人     | ‐        | ‐        | [ 6 ]            |

### モハ207（←草軽モハ104）
1950年に栃尾鉄道へ譲渡されたモハ104は当初主電動機を外され客車代用として使用されていたが、翌1951年に出力値42 kwの主電動機を搭載して再度電動車として使用される事となり、新たにモハ207という車両番号も与えられた。それ以降も車体は原形を維持していたが、1959年に東洋工機で車体の延長（10 m→13 m）、前面中央への貫通扉の設置、車内照明の蛍光灯への変更、垂直カルダン駆動方式や間接制御方式への機器の換装など大規模な更新工事を行った。更に1959年には乗降扉の自動扉化が行われたが、ドアエンジンの不調から短期間で手動扉へと戻された。
間接制御方式を導入したモハ207は総括制御にも対応しており、1973年に実施された部分廃止以降も残存し、1975年の廃止時まで予備車として在籍していた。
- 車両番号の変遷 - 草軽モハ104 → モハ207

| 主要諸元 | 主要諸元 | 主要諸元 | 主要諸元 | 主要諸元 | 主要諸元 | 主要諸元 | 主要諸元 | 主要諸元 | 主要諸元         |
| 車両番号 | 全長     | 全幅     | 全高     | 重量     | 定員     | 定員     | 出力     | 出力     | 備考・参考       |
| 車両番号 | 全長     | 全幅     | 全高     | 重量     | 着席     | 合計     | 主電動機 | 車両     | 備考・参考       |
| -------- | -------- | -------- | -------- | -------- | -------- | -------- | -------- | -------- | ---------------- |
| モハ207  | 13,600mm | 2,134mm  | 3,810mm  | 17.0t    | 46人     | 79人     | 55.95kw  | 111.9kw  | 諸元は1969年時点 |

### モハ208（←草軽モハ103）
モハ104と共に譲渡されたモハ103はモハ207（←草軽モハ104）と同様に出力値42 kwの主電動機への換装を実施し、車両番号の変更も行われたが、その後1956年6月に駆動方式が神鋼電機が展開する垂直カルダン駆動方式に変更され、主電動機もTBY-25A（55.95 kw）に変更された。栃尾電鉄（→越後交通栃尾線）における垂直カルダン駆動方式の初の採用例であり、走行結果が良好であった事から前述したモハ200を始め多数の車両に同様の構造が導入される事となった。
しかし、総括制御編成の導入に合わせて1966年8月に付随車のサハ301に改造され、前面には貫通扉が設置された。以降は編成の中間に組み込まれ、1975年の廃止時まで主力車両の1つとして使用された。
- 車両番号の変遷 - 草軽モハ103 → モハ208 → サハ301

| 主要諸元 | 主要諸元 | 主要諸元 | 主要諸元 | 主要諸元 | 主要諸元 | 主要諸元 | 主要諸元 | 主要諸元 | 主要諸元                     |
| 車両番号 | 全長     | 全幅     | 全高     | 重量     | 定員     | 定員     | 出力     | 出力     | 備考・参考                   |
| 車両番号 | 全長     | 全幅     | 全高     | 重量     | 着席     | 合計     | 主電動機 | 車両     | 備考・参考                   |
| -------- | -------- | -------- | -------- | -------- | -------- | -------- | -------- | -------- | ---------------------------- |
| モハ208  | 10,420mm | 2,134mm  | 3,810mm  | 11.3t    | 32人     | 54人     | 55.95kw  | 111.9kw  | 数値は主電動機交換後に基づく |
| サハ301  | 10,420mm | 2,134mm  | 3,338mm  | 9.0t     | 32人     | 70人     | ‐        | ‐        | 諸元は1969年時点             |

### ホハ28・29（←草軽モハ101・102）
草軽電気鉄道から最後に譲渡されたモハ101・102については他車と異なり電動車としては使用されず、電気機器や運転台を撤去し客車や付随車として用いられた。導入直後はホハ101およびホハ102と言う車両番号で、1961年11月から営業運転を開始した後、1964年にホハ28・ホハ29に変更された。その後、総括制御編成の増強に伴い両車とも貫通路や総括制御運転への対応機器の設置などの改造を受けて中間付随車のサハ302・サハ303となり、廃止時まで使用された。
- 車両番号の変遷 - 草軽モハ101・102 → ホハ101・102 → ホハ28・29 → サハ302・303

| 主要諸元        | 主要諸元 | 主要諸元 | 主要諸元 | 主要諸元 | 主要諸元 | 主要諸元 | 主要諸元         |
| 車両番号        | 全長     | 全幅     | 全高     | 重量     | 定員     | 定員     | 備考・参考       |
| 車両番号        | 全長     | 全幅     | 全高     | 重量     | 着席     | 合計     | 備考・参考       |
| --------------- | -------- | -------- | -------- | -------- | -------- | -------- | ---------------- |
| サハ302 サハ303 | 10,420mm | 2,134mm  | 3,088mm  | 9.0t     | 32人     | 70人     | 諸元は1969年時点 |